# Epaminondas Gomes dos Santos
Epaminondas Gomes dos Santos (Rio de Janeiro, 4 de novembro de 1891 — Rio de Janeiro, 11 de julho de 1978) foi um militar brasileiro.
Foi ministro da Aeronáutica, de 18 a 24 de agosto de 1954, em plena crise que antecedeu ao suicídio de Getúlio Vargas.
Na Câmara dos Deputados, assumiu como suplente o mandato de deputado federal para a Legislatura 1963-1967, em 20 de março de 1964, sendo efetivado em 11 de abril de 1964, na vaga do deputado Eloy Dutra. Entretanto, foi cassado e teve seus direitos políticos suspensos por dez anos, na legislatura 1963-1967, em face do disposto no art. 10 do Ato Institucional nº 1, de 09 de abril de 1964, nos termos do Ato nº 4 do Comando Supremo da Revolução, de 14 de abril de 1964.